# 17077 Pampaloni
17077 Pampaloni è un asteroide della fascia principale. Scoperto nel 1999, presenta un'orbita caratterizzata da un semiasse maggiore pari a 2,3694051 UA e da un'eccentricità di 0,0594593, inclinata di 11,95710° rispetto all'eclittica.